# 井上清政
井上 清政（いのうえ きよまさ）は、戦国時代の武将。北信濃の戦国大名。井上氏惣領家にして井上城城主。官途は左衛門尉。輩行名は次郎（次郎左衛門）。諱は昌満（まさみつ）とも。子は井上清次。娘は真田信綱の正室となる北殿。　
信濃国上高井郡井上城主で、川中島の戦いにおいて村上義清らと共に上杉軍の先陣を切る。井上軍の被害が最も大きかったことや、計略を以って武田軍に入りこんだ説があることから、最前線で戦ったのが井上清政であるとも考えられる。
諱については、川中島の合戦の際に先陣を切った井上氏に関して、上杉方から見た資料では「清政」と記されているのに対して、武田側の資料には「昌満」と記される場合がある。なお、伊東潤の小説『吹けよ風 呼べよ嵐』では同一人物として描かれている。

## 居城
- 井上城

## 関連作品
- 天と地と ‐ 1990年に公開された映画では、川中島の戦いで井上軍が最前線となって武田軍に突っ込む姿が描かれている。
- 吹けよ風 呼べよ嵐